# Bīj
Bīj (persiska: بیج) är en ort i Iran.   Den ligger i provinsen Gilan, i den nordvästra delen av landet, 240 km nordväst om huvudstaden Teheran. Antalet invånare är 460.
Terrängen runt Bīj är mycket platt. Runt Bīj är det tätbefolkat, med 659 invånare per kvadratkilometer. Närmaste större samhälle är Rasht, 8,5 km söder om Bīj. Trakten runt Bīj består till största delen av jordbruksmark.